# Mare de Déu de la Pietat de Can Fèlix
La Mare de Déu de la Pietat de Can Fèlix és la capella de la masia de Can Fèlix, antigament Mas de la Trinxeria, de l'antic terme comunal de Montalbà dels Banys, del terme actual dels Banys d'Arles i Palaldà, a la comarca del Vallespir (Catalunya del Nord).
Està situada al costat sud-est de la masia de Can Fèlix, al nord-est de Montalbà, en el vessant meridional del Puig del Bosquet i al sud-oest de Peira Baixa.
És una capella petita, d'una sola nau capçada al nord-est (l'església segueix l'eix sud-oest - nord-est) per un absis que no és cap altra cosa que un arrodoniment de la paret d'aquell costat de la petita nau del temple. No hi ha campanar d'espadanya, i la façana sud-oest conté la porta, senzilla, i al damunt seu una finestra alta en forma d'ull de bou.